# Dammtjärnen (Söderbärke socken, Dalarna, 665033-149153)
Dammtjärnen är en sjö i Smedjebackens kommun i Dalarna och ingår i Norrströms huvudavrinningsområde.